# غويلرمو شيريدان
غويلرمو شيريدان (بالإسبانية: Guillermo Sheridan)‏ هو كاتب مكسيكي، ولد في 27 أغسطس 1950 في مدينة مكسيكو في المكسيك.